# Ancien entrepôt Darboussier
L'ancien entrepôt Darboussier est un entrepôt de marchandises situé quai Lefebvre à Pointe-à-Pitre en Guadeloupe. Construit vers 1870 pour l'usine sucrière Darboussier, il est inscrit aux monuments historiques en 2008.

## Historique
Construit vers 1870 à l'angle de la rue Peynier sur le quai Lefebvre, il avait pour fonction le stockage des tonneaux de rhum produits par l'usine sucrière Darboussier fondée en 1867 par Jean-François Cail et Ernest Souques. Son architecture répond aux normes en vigueur après le tremblement de terre de 1843, avec un rez-de-chaussée en pierres calcaires et briques et un premier étage en bois surmonté d'une toiture en tôles. Rue Peynier, l'accès à la cour se fait par une porte cochère. 
Tout comme une partie de l'usine, il est inscrit au titre des monuments historiques le 15 février 2008.